# 金度勲
金 度勲（キム・ドフン、김도훈、1970年7月21日 - ）は、大韓民国出身の元プロサッカー選手、サッカー指導者。現役時代のポジションはFW。

## 経歴
ニックネームは“爆撃機”。巧さはないが、厳しい状況から強引にシュートへと結びつけるプレイスタイルが魅力。1998年から2年間、Jリーグのヴィッセル神戸に所属、永島昭浩とツートップを組んだ。また河錫舟とのコリアン・ホットラインが機能し、神戸の2年連続のJ1残留に貢献した。1998年3月21日のJリーグ開幕戦となった名古屋グランパスエイト戦でJリーグデビュー、Jリーグ初ゴールを決めると決勝ゴールも決め、3-2での勝利に貢献した。1999年11月23日、2ndステージ第14節のガンバ大阪戦のゴールがヴィッセルでの最後のゴールとなった。2年間で58試合27ゴールとほぼ2試合に1ゴールの得点率を残した。
2005年8月31日にはKリーグでの通算113ゴール目を決め、同リーグ歴代最多得点記録を更新した。2005年限りで現役を引退。2006年から2012年まで城南一和天馬、2013年は江原FCのコーチ、2014年はU-20韓国代表のコーチを務めた。2015年から仁川ユナイテッドの監督に就任したが、2016年8月、成績不振で解任された。
2017年より蔚山現代FCの監督に就任。2020年にAFCチャンピオンズリーグで優勝を果たして退任。
2021年5月18日、アウレリオ・ヴィドマーの後任としてシンガポールのライオン・シティ・セーラーズFC監督に就任。2021年シーズンのシンガポールプレミアリーグ優勝に導いた。2022年7月24日に行われたタンピネス・ローバースFC戦で、相手コーチと取っ組み合いの喧嘩になり頭突きをするなどの暴力行為で両者罰金という懲戒を受けた。その直後の8月11日、監督を解任された。
2024年5月21日、6月に予定されている2026北中米ワールドカップ（W杯）アジア2次予選の2試合にて韓国代表の臨時監督として指揮することが発表された。

## 所属クラブ
- 延世大学校
- 尚武
- 1995年-1997年  全北現代ダイノス（現・全北現代モータース）
- 1998年-1999年  ヴィッセル神戸 (期限付き移籍)
- 2000年-2002年  全北現代モータース
- 2003年-2005年  城南一和天馬

## 個人成績
| 国内大会個人成績 | 国内大会個人成績 | 国内大会個人成績 | 国内大会個人成績 | 国内大会個人成績 | 国内大会個人成績 | 国内大会個人成績 | 国内大会個人成績   | 国内大会個人成績 | 国内大会個人成績 | 国内大会個人成績 | 国内大会個人成績 |
| 年度             | クラブ           | 背番号           | リーグ           | リーグ戦         | リーグ戦         | リーグ杯         | リーグ杯           | オープン杯       | オープン杯       | 期間通算         | 期間通算         |
| 年度             | クラブ           | 背番号           | リーグ           | 出場             | 得点             | 出場             | 得点               | 出場             | 得点             | 出場             | 得点             |
| 韓国             | 韓国             | 韓国             | 韓国             | リーグ戦         | リーグ戦         | リーグ杯         | リーグ杯           | FA杯             | FA杯             | 期間通算         | 期間通算         |
| ---------------- | ---------------- | ---------------- | ---------------- | ---------------- | ---------------- | ---------------- | ------------------ | ---------------- | ---------------- | ---------------- | ---------------- |
| 1995             | 全北現代         |                  | Kリーグ          | 18               | 6                | 7                | 3                  |                  |                  |                  |                  |
| 1996             | 全北現代         |                  | Kリーグ          | 16               | 6                | 6                | 4                  |                  |                  |                  |                  |
| 1997             | 全北現代         |                  | Kリーグ          | 9                | 3                | 5                | 1                  |                  |                  |                  |                  |
| 日本             | 日本             | 日本             | 日本             | リーグ戦         | リーグ戦         | リーグ杯         | リーグ杯           | 天皇杯           | 天皇杯           | 期間通算         | 期間通算         |
| 1998             | 神戸             | 9                | J                | 33               | 17               | 0                | 0                  | 2                | 2                | 35               | 19               |
| 1999             | 神戸             | 9                | J1               | 25               | 10               | 2                | 0                  | 0                | 0                | 27               | 10               |
| 韓国             | 韓国             | 韓国             | 韓国             | リーグ戦         | リーグ戦         | リーグ杯         | リーグ杯           | FA杯             | FA杯             | 期間通算         | 期間通算         |
| 2000             | 全北現代         |                  | Kリーグ          | 20               | 12               | 7                | 3                  |                  |                  |                  |                  |
| 2001             | 全北現代         |                  | Kリーグ          | 26               | 8                | 9                | 7                  |                  |                  |                  |                  |
| 2002             | 全北現代         |                  | Kリーグ          | 22               | 8                | 8                | 2                  |                  |                  |                  |                  |
| 2003             | 城南一和         |                  | Kリーグ          | 40               | 28               | -                | -                  |                  |                  |                  |                  |
| 2004             | 城南一和         |                  | Kリーグ          | 23               | 5                | 9                | 5                  |                  |                  |                  |                  |
| 2005             | 城南一和         |                  | Kリーグ          | 20               | 9                | 12               | 4                  |                  |                  |                  |                  |
| 通算             | 韓国             | 韓国             | Kリーグ          | 194              | 85               | 63               | 29\|\|\|\|\|\|\|\| |                  |                  |                  |                  |
| 通算             | 日本             | 日本             | J1               | 58               | 27               | 2                | 0                  | 2                | 2                | 62               | 29               |
| 総通算           | 総通算           | 総通算           | 総通算           | 252              | 112              | 65               | 29\|\|\|\|\|\|\|\| |                  |                  |                  |                  |

その他の公式戦
- 1998年
  - J1参入決定戦 2試合0得点

## 代表歴

### 出場大会
- 韓国代表
  - 1998年FIFAワールドカップ・フランス大会出場 (グループリーグ敗退)

### 試合数
- 国際Aマッチ 74試合 29得点（1994年-2003年）[6]

| 韓国代表 | 国際Aマッチ | 国際Aマッチ |
| 年       | 出場        | 得点        |
| -------- | ----------- | ----------- |
| 1994     | 5           | 1           |
| 1995     | 3           | 2           |
| 1996     | 14          | 7           |
| 1997     | 12          | 6           |
| 1998     | 8           | 0           |
| 1999     | 4           | 1           |
| 2000     | 2           | 0           |
| 2001     | 9           | 3           |
| 2002     | 7           | 1           |
| 2003     | 10          | 8           |
| 通算     | 74          | 29          |

## 個人タイトル
- 2000年 Kリーグ得点王（12得点）
- 2003年 Kリーグ得点王（28得点） - 「28得点」は2012年にデヤン・ダミヤノヴィッチに更新されるまで、Kリーグのシーズン記録だった。